# Ramon Llull
Ramon Llull TOSF (phát âm tiếng Catalunya: [rəˈmoɲ ˈʎuʎ]; sinh khoảng năm 1232 –  mất năm 1315 hoặc 1316), tên Anh hóa là Raymond Lully hoặc Lull, là một chân phước của Giáo hội Công giáo, là nhà triết học, nhà thần học, nhà thơ, nhà truyền giáo, nhà hộ giáo Công giáo và cựu hiệp sĩ của Vương quốc Mallorca.
Ông là người phát minh ra hệ thống triết lý mang tên Art, được hình thành như một loại luận lý học phổ quát nhằm chứng minh tính xác thực của giáo lý Kitô giáo cho những người đối thoại thuộc mọi tín ngưỡng và quốc tịch. Hệ thống Art bao hàm một bộ gồm nhiều nguyên tắc chung và các thao tác tổ hợp (tức là quá trình xử lý của não bộ để tạo ra mẫu hình mới bằng cách hợp nhất các thành phần với nhau theo một bộ quy tắc nhất định). Hệ thống triết lý này có thể được biểu diễn bằng sơ đồ.
Là một nhà văn cho ra đời nhiều tác phẩm, ông cũng được biết đến với các tác phẩm văn học tiếng Catalunya, được sáng tác để mang hệ thống triết lý Art của mình đến tay nhiều độc giả hơn. Bên cạnh các tác phẩm tiếng Catalunya và tiếng Latinh, ông chắc hẳn đã từng sáng tác bằng tiếng Ả Rập (tuy vậy hiện nay không còn tác phẩm nào bằng tiếng Ả Rập của ông còn sống sót). Các tác phẩm sách do ông soạn ra được dịch sang nhiều thứ tiếng khi ông còn sống, cụ thể là tiếng Occitan, tiếng Pháp và tiếng Castille.